# Navarc
Navarc (en llatí Navarchus, en grec antic ναύαρχος «naúarchos»), de ναῦς "naus", (nau), i ἀρχή «arkhê», (comandament), a l'antiga Grècia era el nom que es va donar a l'almirall de la flota.
A Esparta manava totes les activitats militars de la flota, i tenia autoritat sobre els territoris estrangers que es conquerien. Aristòtil va comparar l'autoritat d'un navarc amb la d'un rei espartà, però hi ha poques fonts que parlin de les seves obligacions. A Atenes en canvi, el navarc era un capità d'una nau o un almirall, subordinat sempre a un estrateg.
El concepte de navarc es va aplicar per primera vegada a les batalles marítimes de la Segona Guerra Mèdica l'any 480 aC. El càrrec de navarc no va ser una institució creada pels espartans, però va tenir la seva importància durant la lluita d'Esparta contra Atenes a la Guerra del Peloponès. Potser el navarc més important va ser l'espartà Lisandre, que va destruir la flota atenenca i va obligar Atenes a rendir-se. A Esparta el mandat d'un navarc durava de primavera a primavera, és a dir, un any, llevat que les circumstàncies de la guerra obliguessin a prorrogar el comandament. Una llei prohibia la repetició del mandat.
Durant el període hel·lenístic, el càrrec es podia exercir diversos anys i cap al final del període i en èpoques posteriors, el terme va perdre importància i va arribar a designar només al capità d'un vaixell.
Els navarcs de Rodes eren els caps militars de l'estat i estaven autoritzats a signar tractats amb estats estrangers i enviar ambaixades en nom de la república.
El vocable es va recuperar en temps de la República Romana, i el navarcus era un comandant d'una esquadra, per sota de l'autoritat del praefectus classis.